# サム (料理)

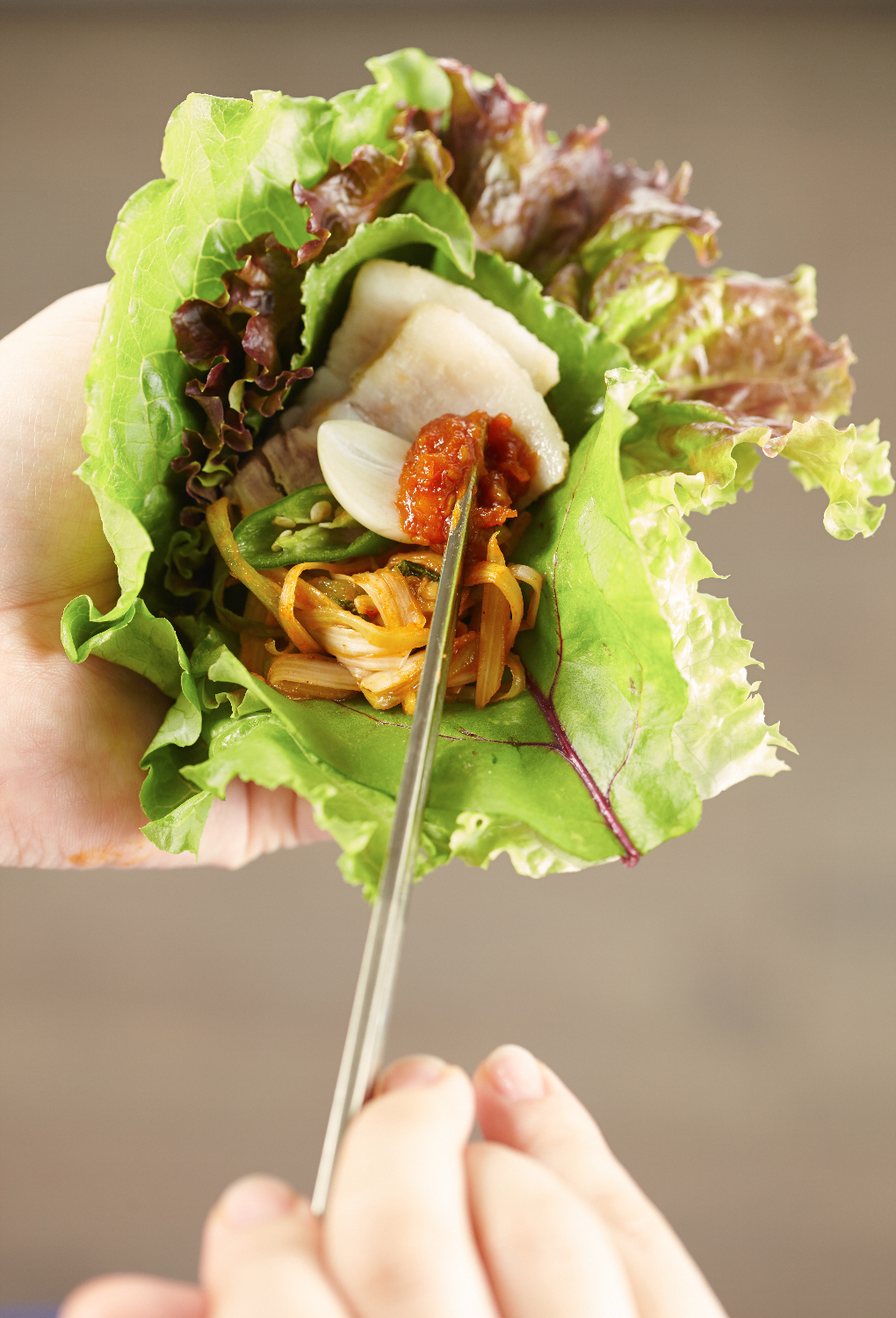
サム

サㇺ(朝: 쌈)は、葉野菜等で豚肉その他の具材を包んだ朝鮮料理である。サㇺは「包む」の意味を持つ。しばしばサムジャンと呼ばれる味噌が添えられ、ニンニク、タマネギ、ピーマンやキムチ等のパンチャンとともに供される。具材がこぼれないように一口サイズに作られる。

## 歴史
19世紀以前の朝鮮の風俗を記した文献がないため、葉で具材を包む朝鮮料理の起源については解明されていないが、元では、高麗時代に貢女によって食べられていたとされる。14世紀の元の詩人、楊允孚が書いた『元宮詞』の中の「灤京雜詠」という詩の注釈に、元に連行され女官となった高麗の女性たちがサンチュでご飯を包んで食べていた記述がある。
原文
海紅不似花紅好杏子何如巴欖良更說髙麗生菜美總輸山後蘑菰香
海紅花紅巴欖皆果名髙麗人以生菜裹飯食之尖山產蘑菰
また、李氏朝鮮の末には、サㇺは節句料理としての地位を確立していた。
金鑢(1766~1821)の「上元俚曲」には、オタカラコウの葉で包む節句料理が登場する。俵のような形状で縁起を担いだとされる。
19世紀中頃の書物「東国歳時記」に、「菜葉」「海衣」で飯を包んだ「福裹（ポックァ、복과）と呼ばれる料理を小正月に供える記述があるが、これがどのような形状であるかの記述はなく、「洌陽歲時記」にも「馬蹄菜」で飯を包む記述があるが、やはり形状についての記述はない。
原文
「東国歳時記」菜葉海衣裹飯啗
「洌陽歲時記」用海衣馬蹄菜之屬包飯
19世紀末に書かれたとされる「是議全書」には、黃肉（牛肉）、熊魚（田鰻）、ネギ、ワケギ、春菊などを野菜で包む料理が登場する。
1882年の書物「飲食方文」で食器と食材の配置を描いた「飯床食刀」という図にサㇺ（쌈の旧字体）の記述がある。食膳の手前に飯と汁があり、サㇺが置かれる器は右側中央に位置している。サムは菜や葉とされるが詳細は不明。
「攷事十二集」に記録されたオタカラコウサㇺ、ごまの葉サㇺは葉を茹でたり蒸したりしている。
地方によっては、竜王飯と言う龍王信仰の祭祀用に食材を葉に包んだ供物も古くからある。
近代では、テボルム（旧正月後の最初の満月）の日に食べられるサㇺは、ボッサㇺ（福-、복쌈）と呼ばれる。
米国や日本など海外にも普及している。

## バリエーション
生または湯通しされたレタス、キャベツ、豆の葉、カボチャの葉等、様々な材料が用いられる。ワカメや韓国海苔等の海藻を使うこともある。牛タン、魚卵、豚肉、アサリ、ナマコ等を卵で巻いた料理のこともサㇺという。

### 中身による分類
- ボッサムは蒸した豚の肩肉を用いたもので、朝鮮中で人気がある[12][13]。
- サンパッは具材にコメを用いたものである[14]。

### 包む材料による分類
以下のような種類がある。
- キㇺサㇺ(김쌈) : 海苔（韓国海苔）で包んだサム[16]
- サンチュサㇺ(상추쌈) : レタスで包んだサム
- ペジュサㇺ(배추쌈) : 白菜で包んだサム
- ケニㇷ゚サㇺ(깻잎쌈) : エゴマの葉で包んだサム[17]
- ホバキㇷ゚サㇺ(호박잎쌈) : カボチャの葉で包んだサム[18]
- キㇺチサㇺ(김치쌈) : キムチで包んだサム
- ムンオサㇺ(문어쌈) : スライスしたタコで包んだサム
- ポッサㇺ(포쌈) : 生の牛肉で包んだサム
- ミㇽサㇺ(밀쌈) : 小麦粉の薄いクレープで包んだサム
- オサㇺ(어쌈) :薄い魚のフィレで包んだサム

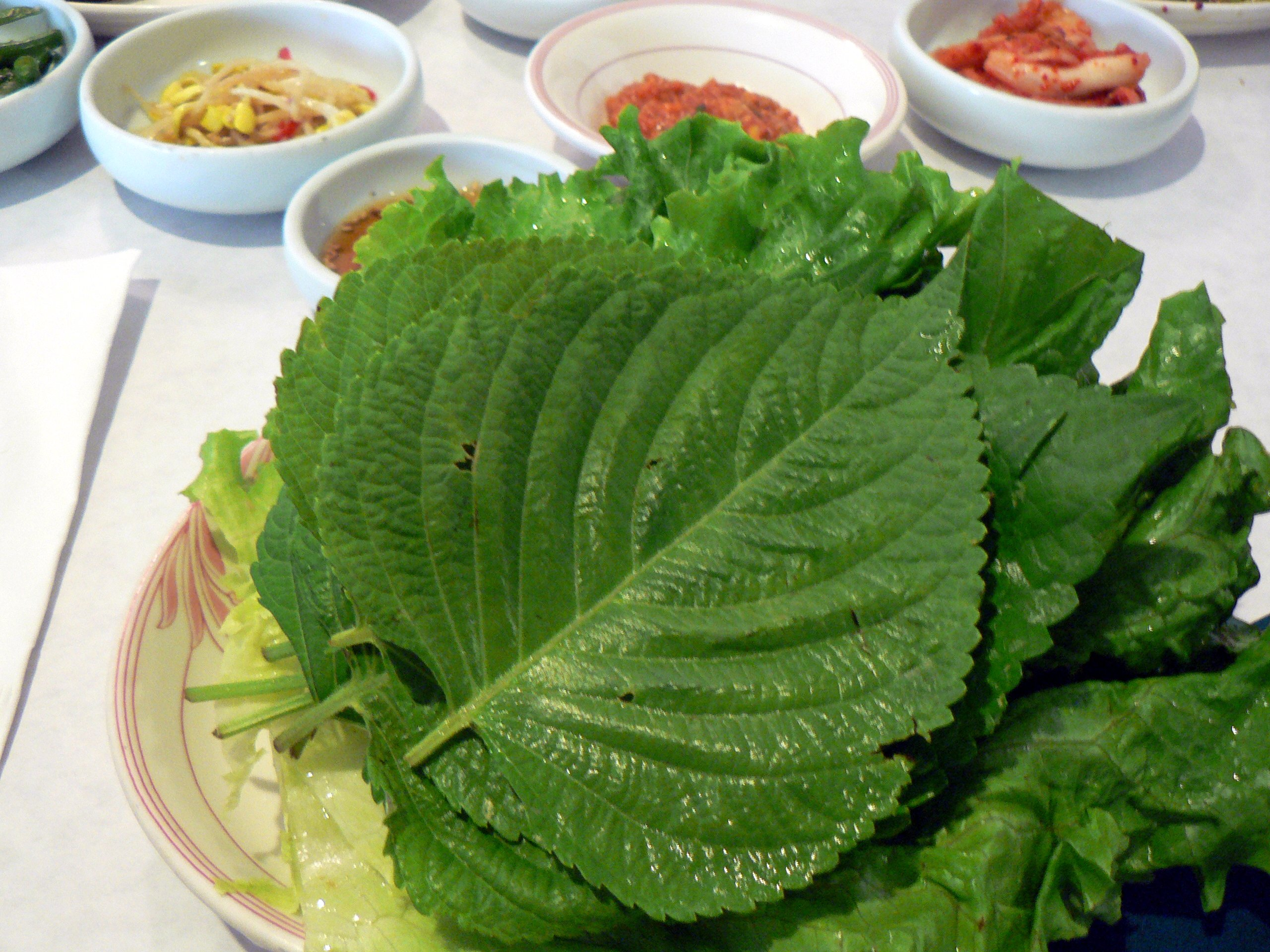
サㇺを包むのに使うエゴマの葉
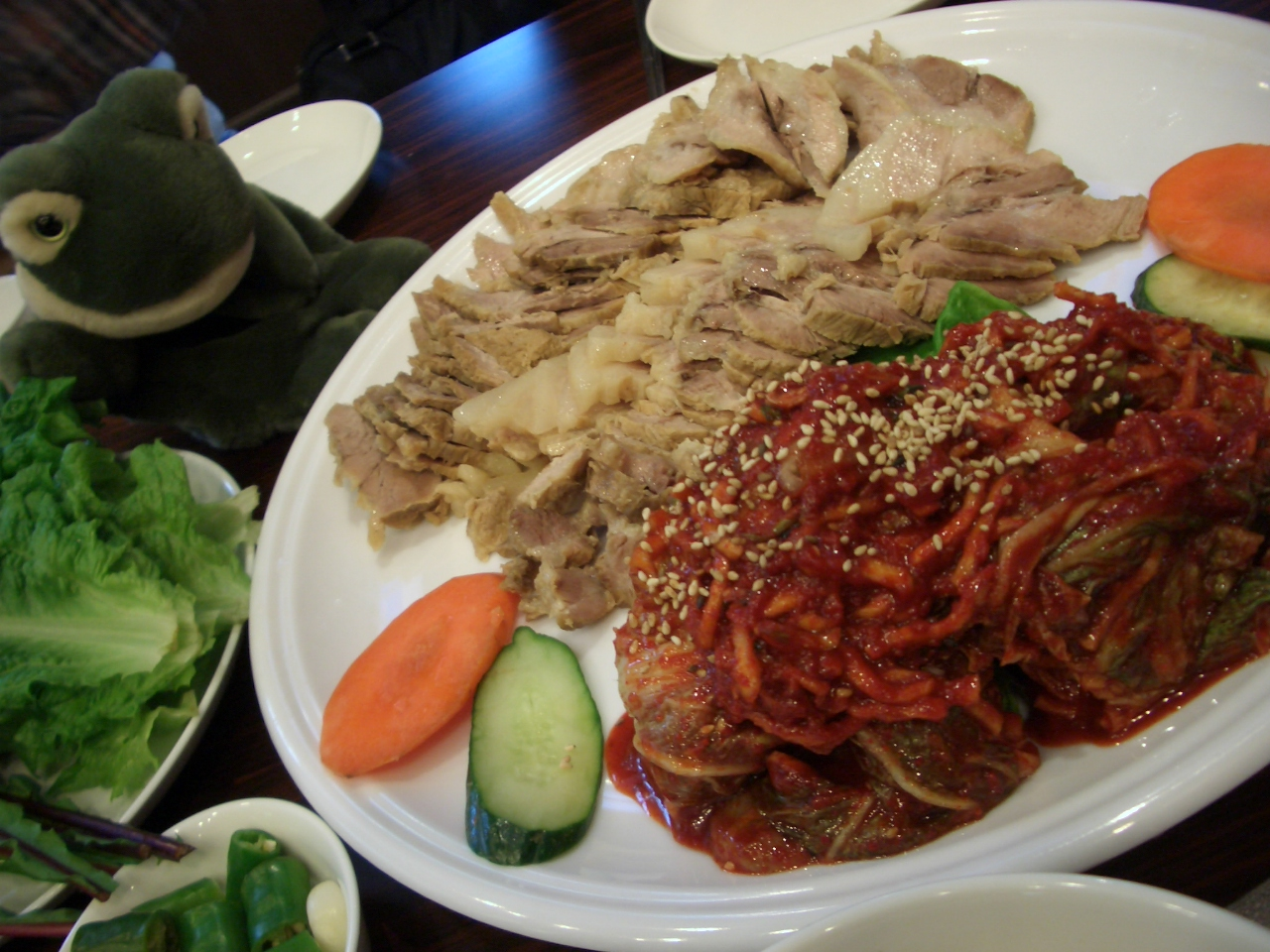
光州のボッサム
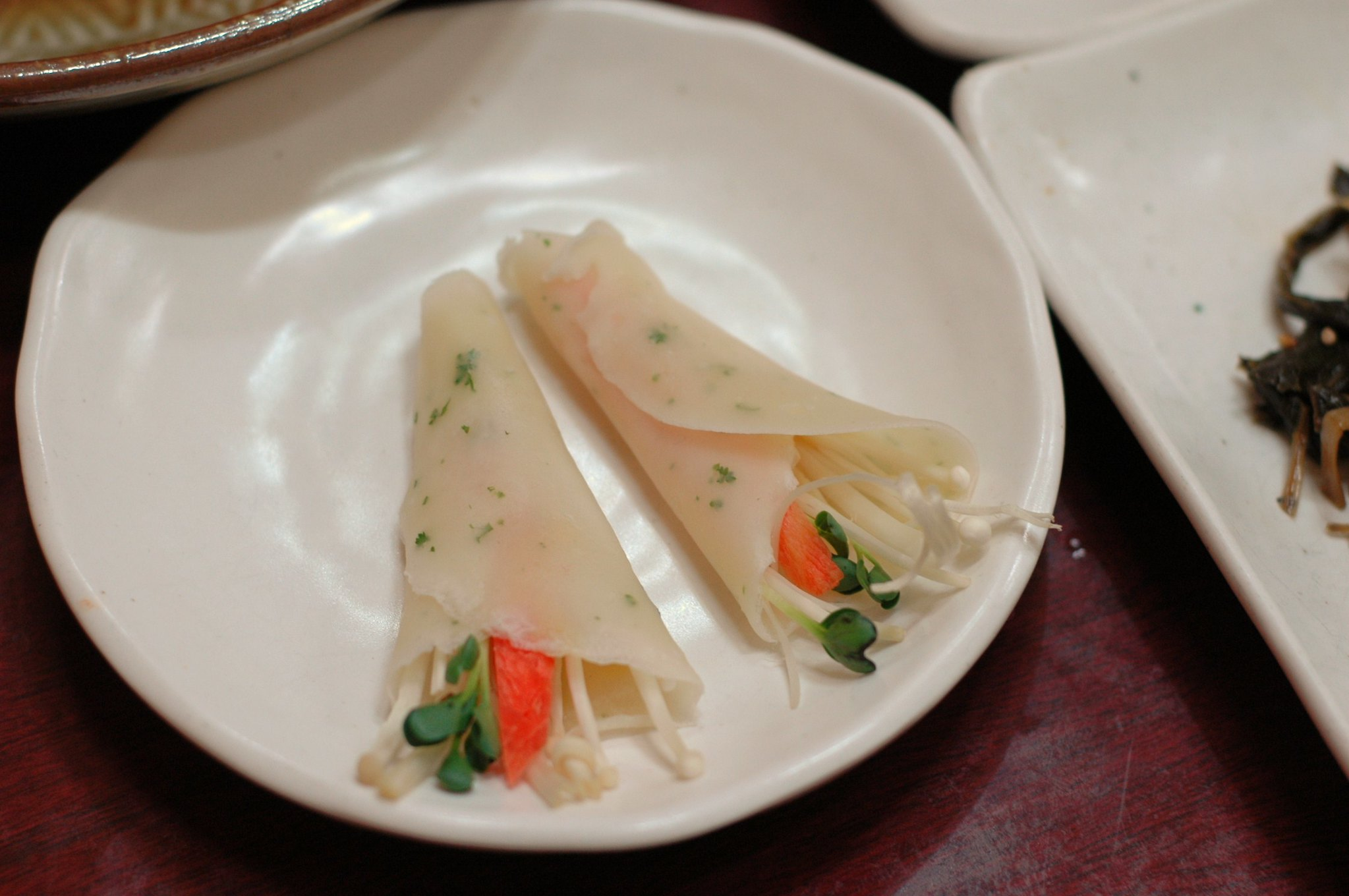
薄いパンケーキで包んだミㇽサㇺ
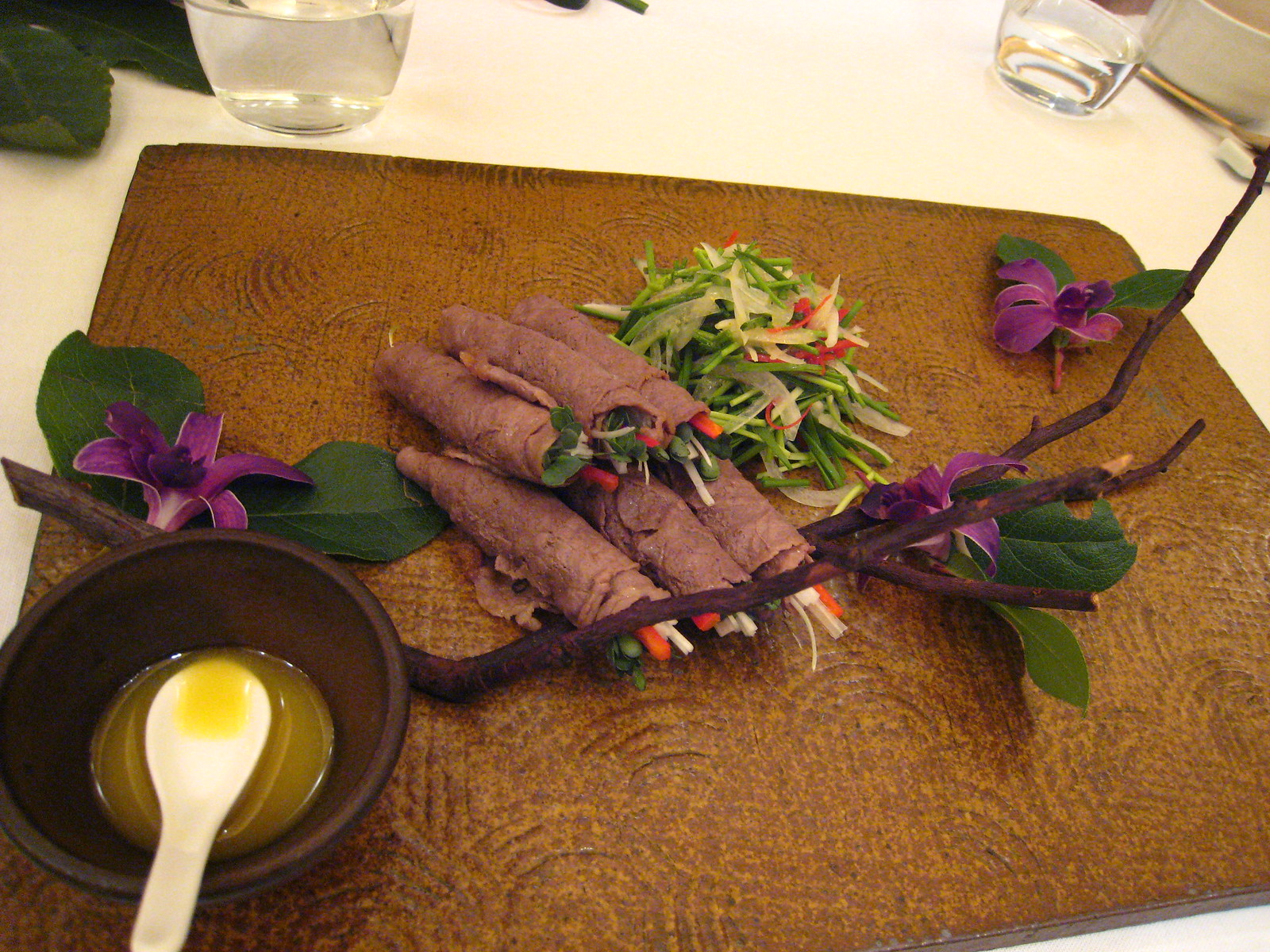
ローストビーフのスライスで野菜を包んだRoseupyeonchae (로스편채)